# 金溝站 (咸鏡南道)
金溝站（韓語：금골역）是朝鮮民主主義人民共和國咸鏡南道端川市的一個鐵路車站，属于金溝線。

## 邻近车站
金溝線
白金山站 - 金溝站 - 新德站